# Radziejowice
Radziejowice jsou vesnice v Polsku v Mazovském vojvodství v okrese Żyrardów v gmině Radziejowice, která ze sídlí. Radziejowice leží na řece Pisia Gągolina, 4 km severně od Mszczonówa, 42 km jihozápadně od centra Varšavy. Roku 2011 měla ves 772 obyvatel.

## Historie
Od 15. (pravděpodobně) do počátku 18. století patřily rodu Radziejowských, kterými byly pravděpodobně založeny, o konkrétních okolnostech vzniku nejsou známy bližší informace (existence Radziejowic v 16. století je potvrzena). Po Radziejowských byl jejich vlastníkem hrabě Aleksander Maciej Ossoliński, jeho dcera Anna Ossolińska je dostala věnem a tak Radziejowice přes jejího muže Kazimierza Krasińského přešly do vlastnictví rodu Krasińských. Část dětství a mládí zde prožila spisovatelka Elżbieta Jaraczewska, která z rodu Krasińských pocházela (byla dcerou Kazimerza a Anny). Krasińským zůstaly až do Druhé světové války. Po válce byly znárodněny.
V blízkosti obce byl vybudován Park of Poland, největší vodní zábavní park v Evropě.

## Památky
Nejvýznamnější památkou je klasicistní Radziejowický zámek a jeho areál, ve kterém se nachází parky, rybník a mlýn.
Ve vsi se také nachází klasicistní kostel navržený Jakubem Kubickým, prastaré lipové aleje vyhlášené jako přírodní památka, nebo památník polsko-sovětské války.
V oblasti Radziejowic se nachází přírodní památka Radziejowská doubrava.